# Alexei Maratowitsch Orlow

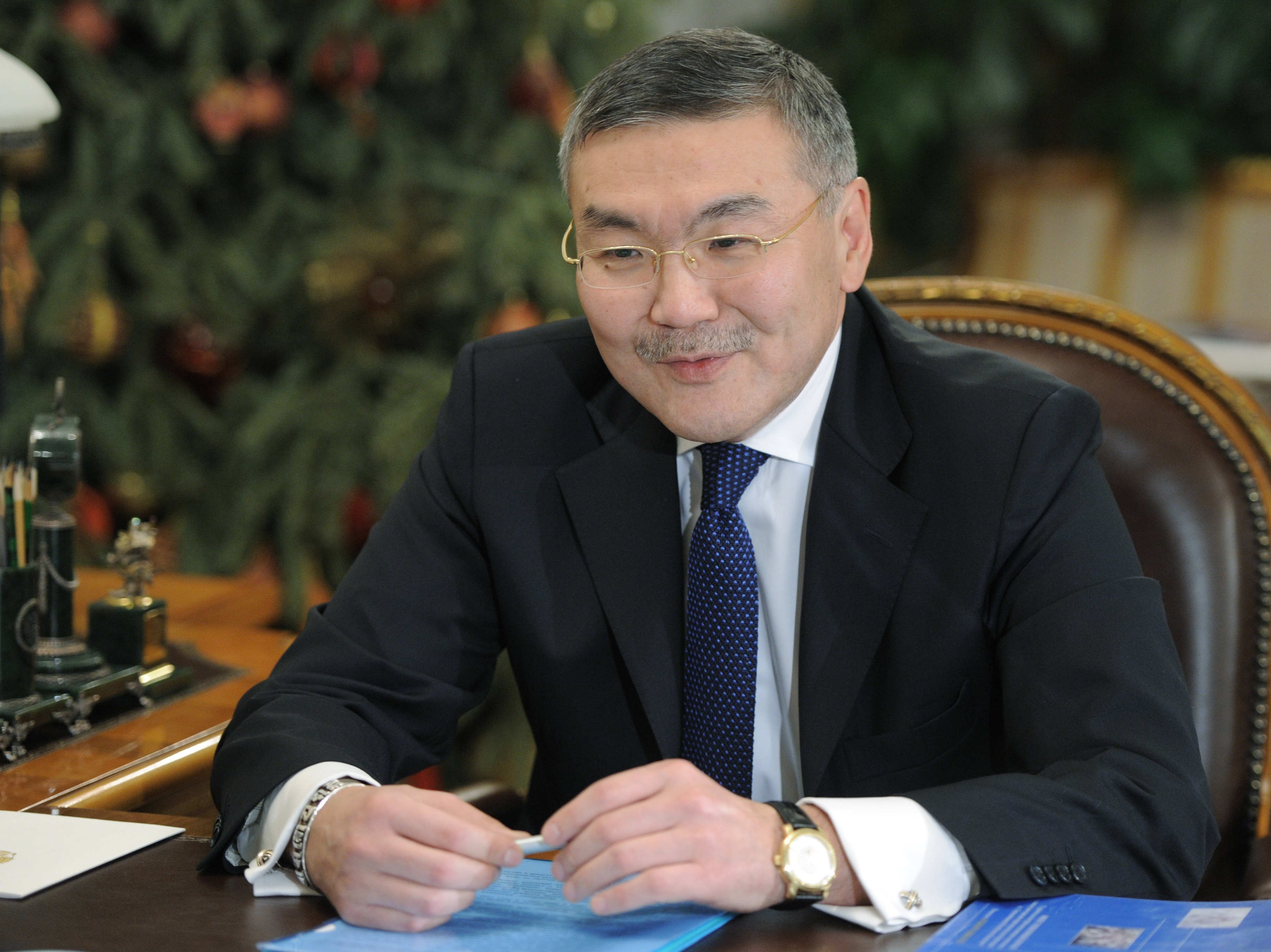
Alexei Orlow

Alexei Maratowitsch Orlow (kalmückisch Орлов Алексей Маратович Orlov Aleksey Maratoviç, * 9. Oktober 1961 in Elista) ist ein russischer Politiker. Er ist seit dem 24. Oktober 2010 Präsident der Teilrepublik Kalmückien.
Alexei Orlow studierte bis 1984 am Moskauer Institut für internationale Beziehungen. Im Anschluss arbeitete er bis Mitte der 1990er Jahre in verschiedenen Wirtschaftsbetrieben. Im Juli 1995 trat Orlow sein erstes politisches Amt als Vertreter der Republik Kalmückien beim Staatspräsidenten der Russischen Föderation an. Später wurde er zusätzlich erster stellvertretender Vorsitzender der kalmückischen Regierung. Am 8. September 2010 wurde er zusammen mit drei weiteren Kandidaten vom Präsidium der Staatspartei Einiges Russland als möglicher Nachfolger des kalmückischen Präsidenten Kirsan Iljumschinow genannt. Staatspräsident Medwedew wählte am 21. September Orlow aus der Vorschlagsliste aus.